# Meine Ehre heißt Treue

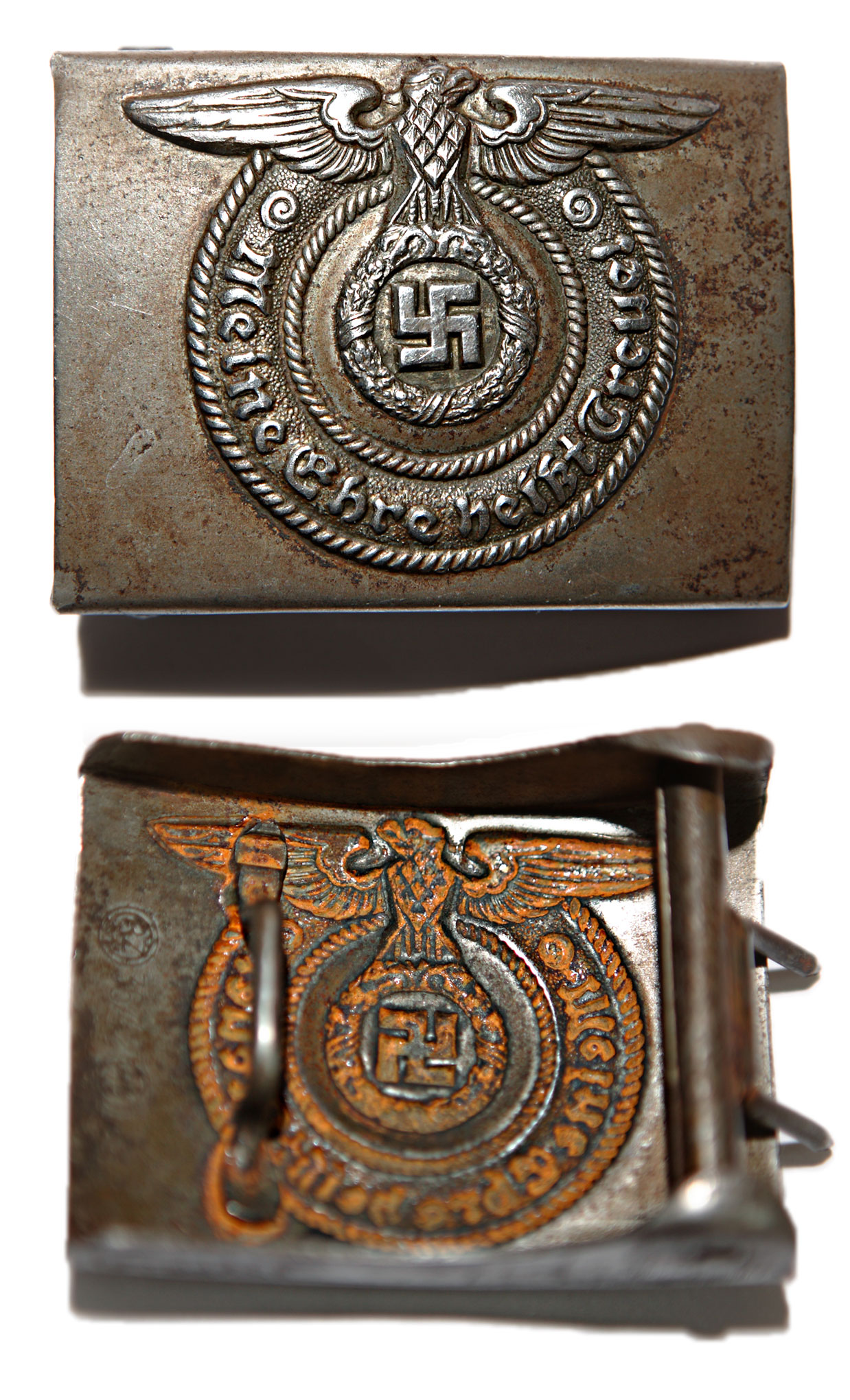
Пряжка солдата СС, 1930-е гг.

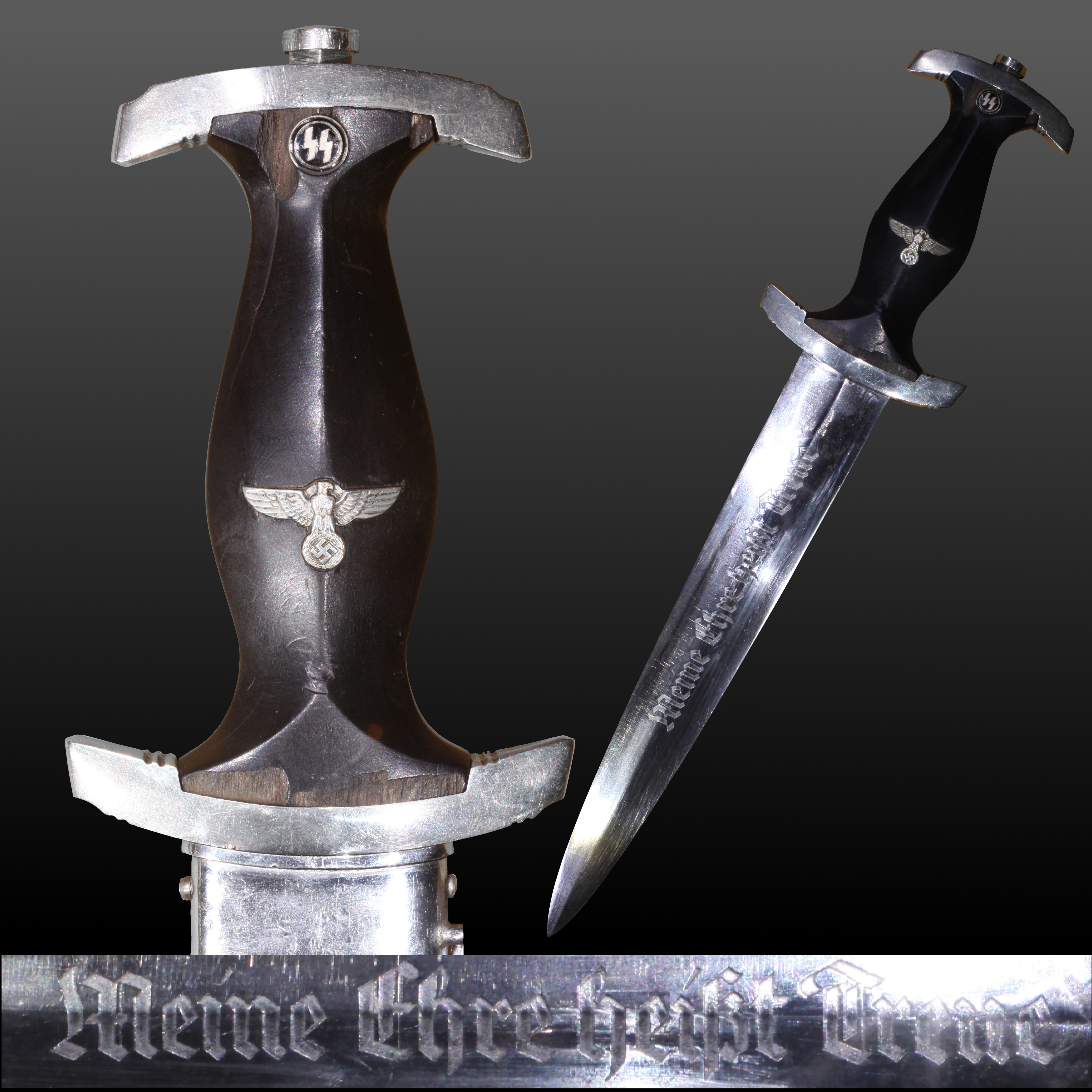
Девиз, выгравированный на лезвии клинка офицера СС, Коллекция Пауля Регнера, Лозанна, Швейцария

Meine Ehre heißt Treue! (с нем. — «Моя честь — это верность»; с нем. — «Моя честь называется верностью») — девиз на клинках кинжалов СС (нем. SS Dienstdolch) и на пряжках ремней солдат и офицеров войск СС (в отличие от СС в вермахте на солдатских пряжках был девиз «Gott mit uns» — «С нами Бог», а в люфтваффе никаких девизов на пряжках не было).

## История

### Появление
Выражение существовало в немецком языке по крайней мере с начала XX века и означало, что честь слуги состоит в верности хозяину. Так, в 1903 году Феликс Дан писал:

И у вассала есть честь — она называется верность
Оригинальный текст (нем.)Auch der Gasinde hat seine Ehre — sie heißt die Treue
Девиз представляет собой несколько изменённое выражение Гитлера 1931 года «Эсэсовец, твоя честь называется верность» (нем. SS-Mann, deine Ehre heißt Treue). По одной из версий, это фигурировало в письме Гитлера главе берлинского отделения СС Курту Далюге — фюрер передал Далюге письмо с выражением в нем благодарности, а глава СС Генрих Гиммлер ввёл это предложение как девиз СС на основе этого письма. По другой версии, фраза была произнесена Гитлером на одном из партийных собраний — после того, как подразделения берлинских СА Вальтера Штеннеса попытались штурмовать берлинское окружное правление СС и были остановлены горсткой эсэсовцев, в то время как Йозеф Геббельс и его окружение скрылись.

### Значение девиза
Традиционные немецкие добродетели — «честь» и «верность» или также «товарищество», «послушание» были обширно употребляемы в языке идеологии структур СС. В СС эти слова были употребимы только в адрес Адольфа Гитлера. Подобные мысли ярко выражены и в клятве эсэсовца.

«Клянусь тебе, Адольф Гитлер, как фюреру и канцлеру рейха, быть верным и мужественным. Я торжественно обещаю быть преданным тебе и назначенным тобой начальникам до самой смерти, да поможет мне Бог.»
Оригинальный текст (нем.)«Ich schwöre dir, Adolf Hitler, als Führer und als Kanzler des Reiches, Treue und Tapferkeit. Ich gelobe dir und den von dir bestimmten Vorgesetzten Gehorsam bis in den Tod, so wahr mir Gott helfe.»

### Современное положение
Использование данного девиза в некоторых странах является незаконным. Так, в Германии этот девиз запрещен Параграфом 86а Уголовного кодекса, что квалифицируется как «использование символики антиконституционных организаций»; аналогичный запрет в Австрии введён Законом о пропаганде от 1947 года.
Поскольку после войны во Французский иностранный легион поступило немало бывших военных из Войск СС, с собой они принесли некоторые традиции, в том числе «Чёртову песню», во французской версии которой звучит перефразированный лозунг СС: Fidélité est notre Loi (верность — это наш закон).
Название Meine Ehre heißt Treue (с повторением этой фразы в припеве) носит одна из песен Ф. Реннике, посвящённая войскам СС во Второй мировой войне.

## Особенности написания
В отличие от вермахтовского девиза «Gott mit uns», девиз СС «Meine Ehre heißt Treue!» — на пряжках писался всегда с восклицательным знаком.